# سالوین
رود سالوین یا تانلوین که در چینی نو جیانگ و در تبتی چیاما نگو چو نامیده می‌شود رودی مهم در آسیای جنوب شرقی و طولانی‌ترین رود میانمار (برمه) است. این رود از شرق تبت سرچشمه می‌گیرد و با جریان یافتن به سمت جنوب از استان یونان در چین گذشته وارد شرق میانمار شده و در نهایت در مولمین به خلیج مارتابان در دریای آندامان می‌ریزد. رود سالوین همچنین در بخش‌های پایین‌دست خود مرز بین میانمار و تایلند را تشکیل می‌دهد.

## مشخصات
سالوین رودی به‌طول تقریبی ۲۴۰۰ تا ۲۸۲۰ کیلومتر است که از رشته‌کوه تانگ-کو-لا در شرق تبت سرچشمه می‌گیرد. این رود سپس مسیرش را به سمت جنوب شرقی ادامه داده و وارد استان یونان در چین می‌شود و پس از آن با جریان‌یافتن به سمت جنوب از شرق میانمار وارد این کشور شده و با پیمودن مسیری جنوبی، در پایین‌دست خود مرزی تقریباً ۱۳۰ کیلومتری را بین تایلند و میانمار تشکیل می‌دهد. سالوین در نهایت در نزدیکی شهر مولین در شرق برمه به خلیج مارتابان در دریای آندامان می‌ریزد. همچنین این رودخانه در مولمین، دلتای آبرفتی کوچکی را با رودهای گیائینگ و آتاران تشکیل می‌دهد.
به‌دلیل وجود تندآب‌های خطرناک در طول مسیر رودخانه، تنها بخش‌هایی از آن قابل تردد برای قایق‌ها و کشتی‌های کوچک است و نمی‌توان از آن به‌عنوان آبراهه‌ای مهم استفاده نمود. همچنین از آنجا که این رودخانه تقریباً در تمام طول مسیر خود از آبکندها و دره‌های تنگ می‌گذرد مانعی برای حمل‌ونقل شرق به غرب محسوب می‌شود. جاده برمه از طریق پل هوئیتینگ از روی سالوین می‌گذرد.

## کارکرد اقتصادی
عمق سالوین در فاصلهٔ فصول بارانی و خشک به‌اندازه ۲۰ متر تغییر می‌یابد که نتیجهٔ آن بی‌استفاده‌شدن رودخانه است.  با وجود این مهمترین کارکرد اقتصادی رودخانه استفاده از آن برای شناورساختن الوارهای بریده‌شده از جنگل‌های جنوب‌شرقی میانمار و فرستادنشان با جریان آب به بخش پایین‌دست رودخانه به دریا است. همچنین تندآب‌های رود سالوین به‌طور بالقوه قابلیت بهره‌برداری برای تولید برق و آبیاری را دارا هستند.